# Revolta dels Joseps

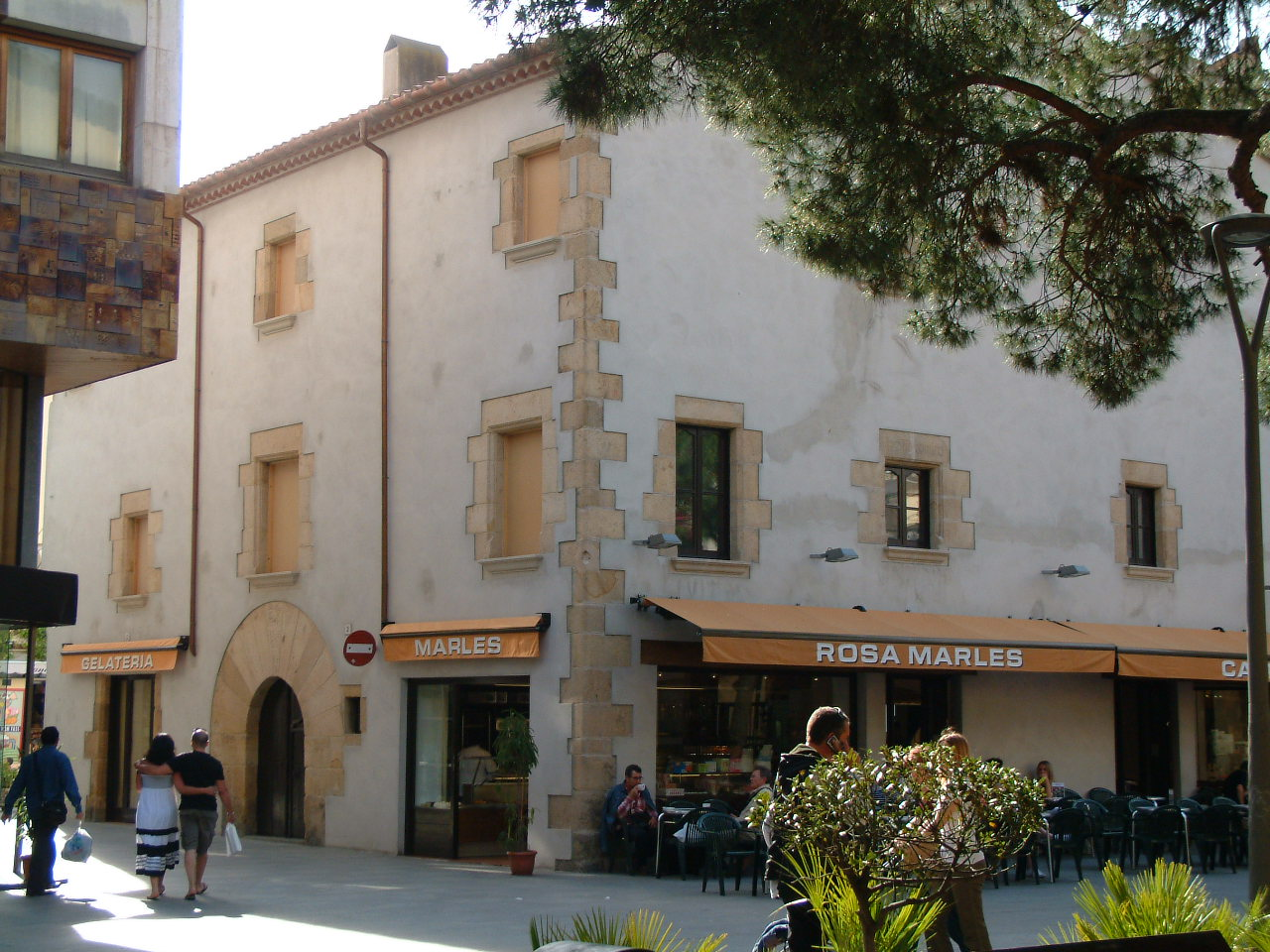
Casa Marlés, antiga Seu del Capítol

La Revolta dels Joseps és un conflicte jurisdiccional i territorial que va tenir lloc a la segona meitat del segle xviii, entre el Capítol de la Catedral de Girona i els pescadors de Lloret de Mar. S'anomena Revolta dels Joseps perquè set dels vuit promotors dels aldarulls es deien Josep. Es tracta d'un conflicte molt semblant a altres enfrontaments entre pescadors i senyors feudals que van tenir lloc a diversos indrets de la Costa Brava a partir de la segona meitat del segle xviii.

## L'origen
El conflicte deriva de la resistència dels pescadors de Lloret a pagar el delme del peix o ribatge al Capítol de la Catedral de Girona. A partir de 1751, el problema s'agreujà a causa d'una Reial Ordre de Ferran VI que manava als Ministres de Marina de cada província que fessin un estudi dels tributs que pagaven els pescadors sobre el peix pescat a cada zona i que, mentre durés l'estudi, els pescadors no havien de pagar els tributs. El Capítol reclamava el pagament al·legant que el seu dret a cobrar el delme tenia un origen immemorial. El Rei va atendre les seves peticions i va ordenar la revocació de la suspensió del tribut. Però, durant els anys següents, els pescadors es va resistir a pagar-lo. El 1767 la Reial Audiència de Catalunya va dictar sentència a favor del Capítol en un plet que aquest manté amb els pescadors de Lloret i els va obligar a seguir pagant el delme tal com ho feien abans del 1751. A més, aquell mateix any, el Rei va atorgar una Reial Cèdula on manava que es reintegrés al Capítol el pagament del delme per part dels pescadors de Lloret. Es va fer públic un edicte recollint l'ordre reial, però els Col·lectors del delme del peix (encarregats de cobrar el tribut en nom del Capítol) van ser apedregats quan tornaven de la Platja de Fenals. Els aldarulls protagonitzats pels pescadors van continuar. El Capítol considerava que podia cobrar el delme de tot el peix que arribava a les platges de Lloret sense tenir en compte on s'havia pescat, en canvi, els pescadors deien que la platja de Fenals no era de domini capitular i volien que es fixés el territori marítim de Lloret, per poder pescar fora d'aquesta zona i, així, no haver de pagar el delme. També tenien discrepàncies sobre si havien de pagar el delme per a tot el peix o, com deien els pescadors, només pel que s'havia pescat amb xarxa. El Capítol feia queixes reiterades al Ministeri de Marina que sempre es va posar a favor seu, però els pescadors van seguir generant conflictes per evitar pagar.
El 15 de juliol de 1774 el Ministre Principal Interí de la província de Mataró va dictar un Edicte establint diverses penes per a aquells que es neguessin a pagar el delme d'acord amb el que establia la reial Cèdula de 1767. Dos pescadors que es van negar a pagar van ser condemnats a penes de sis o vuit dies de presó. Això va fer que es mantingués una relativa calma durant els anys següents, tot i alguna resistència per part d'algun grup.
El 20 de febrer de 1783 i el 7 de març de 1784 es van fer públiques dues Reials Cèdules d'acord amb els quals el peix estava lliure de qualsevol arbitri o "gavela" municipal, però el Capítol de Girona va ordenar que es seguís pagant el delme segons a Reial Cèdula de 1767. Això va indignar els pescadors que es van negar a pagar. El Rei va decidir llavors que el Consell de Castella es fes càrrec de l'afer, per establir si s'havia de suprimir o no l'impost, i es va iniciar un plet litigat entre els apoderats dels pescadors de Lloret (Josep Garriga, Francesc Cunill i Joan Baptista Oliver) i el Capítol de la Catedral de Girona. Els pescadors intentaven demostrar que el Capítol cobrava el delme per uns drets senyorials feudals i no eclesiàstics i que aquest era un dret que només corresponia al rei. El Capítol, al·legava que el seu dret a cobrar el delme venia d'una concessió Papal. El 13 de desembre de 1787 l'Intendent de Marina de Cartagena va resoldre a favor del Capítol. Els pescadors, van presentar una apel·lació que els va ser denegada.

## La revolta
D'acord amb la Resolució de l'Intendent de Cartagena, van fixar el dia 24 de febrer com a data perquè els pescadors paguessin els endarreriments que devien al Capítol i perquè, a partir d'aquesta data, fessin el pagament assíduament. El Tribunal de Marina de Mataró s'havia de reunir el mateix dia per aplicar les penes corresponents en cas que els pescadors es resistissin a pagar. El tribunal i els pescadors es va reunir a casa del Subdelegat. Els pescadors, que havien presentat un escrit per demostrar que havien apel·lat al Suprem Consell i que no els havia estat acceptat, amb el suport de tres regidors de l'Ajuntament (entre ells, el regidor degà Josep Macià) es resistien a pagar. La gent congregada davant la casa cridava "No pagueu, no pagueu… Que l'Ajuntament no ho vo". Els pescadors que es negaven a pagar exigien també que els donessin els papers per evitar que quedés constància del nom dels amotinats. La gent del carrer, els donava suport cridant "Volem los diners i los papers!" i amenaçaven de cremar la casa del Subdelegat. Finalment, va arribar el batlle que va aconseguir que el motí es dissolgués.
Davant d'aquests fets, el Tribunal de Marina va dictar autos criminals d'ofici contra els implicats en aquests aldarulls. A més, el Rei va dictar, el 10 d'abril, una Reial Ordre, amb la finalitat de castigar els promotors dels aldarulls, proposant l'elecció d'un Ministre de l'Audiència (Antoni de Sobrecasas) que hauria d'embargar els béns dels culpables i fer que es pagués el delme del peix al Capítol. Aquest comissionat va anar a Lloret, junt amb tots els membres del Tribunal de Marina, i va aconseguir que els pescadors paguessin al Capítol tot el que els devien (uns 200 sous pels quatre anys d'endarreriments) i que es comprometessin a pagar 50 sous cada any, a partir d'aquell moment. Però no va embargar els béns de ningú perquè de les declaracions obtingudes no va aconseguir esbrinar quins eren els culpables dels aldarulls. Això no va agradar al Capítol que, a més, volia rebre el pagament en espècies i no amb diners, i va demanar al Rei que enviés una segona comissió a Lloret. El Rei va atorgar llavors el seguiment del sumari a Francisco Pascual Quer perquè s'encarregués de l'embargament dels béns i de l'ampliació del sumari. Aquest va procedir a l'embargament dels béns i va fer prendre els culpables: Josep Macià (apotecari, considerat el principal instigador de la sublevació), Josep Coll (àlies Rebaixí, agricultor, acusat d'entrar a casa del Subdelegat, haver agafat els documents de l'escrivent i haver-los trencat i llençat al carrer), Joan Mollera (agricultor, considerat instigador i acusat d'insultar el Tribunal de Marina i perseguir l'escrivà), Josep Garriga, (mariner i patró, acusat d'abandonar el consell i d'haver parlat en secret amb el regidor degà), Josep Macià i Fargas (pescador, acusat d'haver interromput el pagament voluntari i haver provocat l'aldarull) i Josep Buadas Boadas (pescador menor d'edat, acusat de ser el promotor dels aldarulls, havent anat a buscar el que havia pagat el seu pare amb violència i amenaces a l'apoderat del Capítol) Josep Comas i Josep Feliu (àlies Pixaner i agricultor, el primer, i sastre, el segon, acusats d'haver acompanyat Josep Macià quan va interrompre l'acte). Tots eren considerats delictes de "lesa Majestat" de 2a classe. Josep Coll va ser condemnat a deu anys de presidi, Josep Macià i Joan Mollera a vuit i la resta a sis anys. Altres implicats, acusats de no haver pagat el delme o de reclamar la seva devolució, van ser condemnats a pagar una multa de 25 lliures (si volien evitar la presó). Els condemnats a presó van implorar la compassió del rei, que va reduir la condemna dels tres primers a un any de presó i una multa de 100 sous i als altres cinc els va deixar en llibertat amb una multa de 50 sous. A la resta no els va rebaixar la multa que havien de pagar. La sentència, amb les modificacions fetes pel Rei, es va fer pública a Lloret el 20 de gener de 1789.

## Continuació i desenllaç del conflicte
A pesar de les multes i les condemnes, els pescadors van seguir resistint-se al pagament del delme. Els plets també van continuar i van comportar unes despeses molt grans per al poble. De fet, els problemes van continuar fins a mitjans de segle xix, amb la promulgació de la llei d'abolició dels senyorius i la desamortització civil i eclesiàstica.